# Franciszek Mliczek
Franciszek Mliczek (ur. 17 stycznia 1924 w Hucie Brzuskiej, zm. 23 kwietnia 1995) – polski dyplomata, chargé d’affaires w Kambodży (1971–1976) oraz Laosie (1976–1979).

## Życiorys
Syn Jana. Pochodził z rodziny robotniczej. W 1928 wyjechał z rodzicami do Francji. W 1941 rozpoczął pracę jako ślusarz. Brał czynny udział w ruchu oporu. W 1945 powrócił do Polski. Ukończył szkołę dyplomatyczno konsularną. Do 1967 był I sekretarzem w Ambasadzie w Tel Awiwie. Po powrocie dyrektor Departamentu Afryki w Ministerstwie Spraw Zagranicznych. Następnie pełnił funkcje chargé d’affaires w Kambodży akredytowanego także w Birmie (1971–1976) oraz w Laosie (1976–1979).
Jako członek Polskiej Zjednoczonej Partii Robotniczej był m.in. referentem Podstawowej Organizacji Partyjnej przy MSZ (1951–1952).
Pochowany na Cmentarzu Komunalnym Północnym w Warszawie.

## Odznaczenia
- Srebrny Krzyż Zasługi „za zasługi w dziedzinie służby zagranicznej” (1954)[3]
- Medal 10-lecia Polski Ludowej (1955)[6]
- Krzyż Kawalerski Orderu Odrodzenia Polski (1958)[4]